# Integratel Perú
Integratel Perú S.A.A. (antes Telefónica del Perú S.A.A. hasta el 10 de junio de 2025) es una empresa de telecomunicaciones peruana. Desde abril de 2025, es propiedad de Integra Tec, filial de Integra Capital, siendo su fundador y principal accionista José Luis Manzano.
Previamente, bajo la denominación Telefónica del Perú, fue la subsidiaria local de la empresa de telecomunicaciones española Telefónica cuando esta última en 1994 adquirió la Compañía Peruana de Teléfonos (CPT), hasta ese entonces propiedad del Estado, durante su proceso de privatización iniciado en 1993. Desde la compra, Telefónica embarcó un proceso de modernización, expansión y masificación del servicio de telefonía fija en todo el país. Además, comenzó a ofrecer el servicio de telefonía móvil bajo el nombre comercial MoviStar, sobre la ya existente división móvil CPT Celular que cambió de nombre con la adquisición de CPT. Telefónica afianzó su presencia en telefonía celular con la compra de las operaciones de la empresa de telecomunicaciones BellSouth en 2004 y absorbió todas sus operaciones a Movistar. 
A su vez, Telefónica también era dueña de una operadora de televisión por suscripción, Cable Mágico, originalmente lanzada por CPT en 1993 durante su proceso de privatización. Después de su adquisición, la cableoperadora entró en un proceso de masificación y modernización, primero de los distritos de Lima en los que ya se encontraba operando hasta cubrir la totalidad de la capital, y después a aumentar su cobertura a las principales ciudades del país. En sus primeros años, el servicio emitía de forma analógica por cable coaxial. En julio de 2006, Telefónica decide lanzar Cable Mágico Satelital, un servicio de televisión DTH digitalizada enfocado a brindar la oferta de pago de Cable Mágico a zonas donde el servicio de cable analógico no estuviera presente, así consolidar la presencia de la operadora de televisión al nivel nacional. Un año después, en 2007, Cable Mágico lanzó el servicio de cable digital, con mayor número de canales en oferta y con la inclusión de un decodificador digital para poder sintonizarlos. Este servicio, en un inicio en periodo de prueba con instalación gratuita a usuarios ya existentes, fue oficialmente lanzado al mercado en septiembre de ese año. Con el paso del tiempo, Telefónica comenzó a realizar la transición de usuarios del servicio analógico al de cable digital. En 2016, la transición fue completada en Lima, con el servicio de cable digital reemplazado al analógico para todos sus clientes. 
En enero de 2011, con el fin de unificar su imagen corporativa, Telefónica del Perú decide reemplazar la marca «Telefónica» y «Cable Mágico» con la de «Movistar» en todos sus servicios dirigidos al consumidor. La marca «Telefónica» fue retenida por la empresa para usos corporativos y se mantuvo en su nombre legal. Cable Mágico, por su parte, adoptó la marca Movistar TV, tanto en su oferta por cable como por satélite.
Para septiembre de 2018, era la operadora de telefonía móvil con más clientes en Perú, totalizando 15.4 millones seguida por Claro y Entel con 12.8 millones de abonados, lo que le dio liderazgo en el mercado nacional. En 2022, Movistar perdió su posición de liderazgo frente a Claro, con 11.5 millones de clientes, cifra menor que en 2018.
Telefónica del Perú estuvo envuelta en varias controversias con el Estado peruano, especialmente por deudas originadas por impago de impuestos. Como consecuencia, fue llevada a juicio por un número de casos judiciales relacionados con temas fiscales. Además, varios consumidores de Telefónica acusaban a la empresa de tener una pésima atención al cliente: entre las acusaciones, destacan el alza de precios sin previo aviso, fallas técnicas que imposibilitan el uso de sus servicios, la tercerización de su servicio técnico a subcontratistas, una demora considerable en recibir atención técnica a domicilio, acoso telefónico (llamadas spam), cobro de deudas inexistentes y dificultades y trabas a la hora de cancelar alguno de sus servicios. Por estas acusaciones, Telefónica fue sujeta a varios casos ante Indecopi. Su estatus como la empresa más grande en el servicio de telefónica, televisión por suscripción e internet era frecuentemente criticada como un monopolio.

## Historia

### Antecedentes
Se constituyó en la ciudad de Lima mediante escritura pública del 25 de junio de 1920 con la denominación de Compañía Peruana de Teléfonos Limitada (CPTL) para prestar servicios de telefonía local. Posteriormente, adoptó la forma de sociedad anónima y la denominación de Compañía Peruana de Teléfonos S.A. (CPT).
Por su parte, en 1969 se creó la Empresa Nacional de Telecomunicaciones del Perú S.A. (Entel Perú S.A.), sobre la base de la Compañía Nacional de Teléfonos del Perú Ltda. (subsidiaria de ITT Corporation) y la Sociedad Telefónica del Perú S.A. (subsidiaria de Ericsson), las cuales administraban los servicios de telefonía en el norte y sur del país respectivamente y fueron expropiadas por la dictadura militar de Velasco Alvarado en 1973. Entel Perú era la compañía encargada de prestar servicios de telefonía local fuera de Lima, así como los servicios de larga distancia nacional e internacional, telegrafía y telecomunicaciones vía satélite con base en la Estación Terrena de Lurín.
El Estado Peruano controló ambas empresas hasta 1994, año en el que subastó las acciones de ambas en el marco de un proceso de privatización.

### Inicios: Creación y llegada de Telefónica
Telefónica Perú Holding S.A.C., liderada por Telefónica Internacional S.A. de España (TISA), empresa con inversiones significativas en diversas empresas de telecomunicaciones de América Latina, resultó ganadora de la subasta y adquirió el 35 % del capital social de la Empresa Nacional de Telecomunicaciones S.A. y el 20 % del capital social de CPT, en la que realizó un aporte de capital adicional de US$ 612 millones.
La filial peruana de Telefónica obtuvo la adjudicación el 28 de febrero de 1994.  Según información oficial de la Memoria Anual 2008, el 16 de mayo de 1994, Telefónica Perú Holding pagó el precio ofrecido en la subasta, que representó una inversión total de US$ 2,002 millones y pasó a controlar el 35 % de ambas compañías. El 31 de diciembre de 1994, CPT absorbió en un proceso de fusión a la Empresa Nacional de Telecomunicaciones del Perú S.A. y, en adecuación a la Ley General de Sociedades, el 9 de marzo de 1998 Telefónica del Perú adoptó la denominación de Telefónica del Perú S.A.A., la que conservó hasta el 10 de junio de 2025. Telefónica del Perú pertenecía al Grupo Económico de Telefónica S.A., empresa española dedicada al negocio de telecomunicaciones.
La concesión tenía una duración de 20 años, que caducaría en 2014, y era posible prorrogarla con el consentimiento del Estado peruano. Telefónica propuso en 1999 ampliarlo hasta 2019 y lo consiguió. En 2004, Telefónica pidió otros cinco años (hasta 2024), pero el Gobierno rechazó la propuesta. Ese mismo año, la Comisión de Defensa del Consumidor del Congreso de la República presentó una demanda al Poder Ejecutivo para que se abstuviera de renovar el contrato de concesión con Telefónica del Perú. Dicha demanda se basaba en las recomendaciones y hallazgos del Organismo Supervisor de Inversión Privada en Telecomunicaciones, que sugería que una ampliación del contrato no sería beneficiosa para los consumidores peruanos. Finalmente, la concesión se extendió hasta 2027 gracias a un acuerdo con el Ministerio de Transportes y Comunicaciones, pero no se renovó más debido a las penalizaciones calculadas por Osiptel.
En el lapso de los primeros diez años de adjudicación, la empresa Telefónica ha contribuido de manera significativa al avance de las telecomunicaciones en el Perú antes que llegaran sus competidores. Este avance se ha materializado a través de la instalación de más de 2 000 000 de líneas telefónicas, 200 000 conexiones de banda ancha a Internet (bajo la marca Speedy) y más de 1 900 000 teléfonos celulares. Entre 1991 y 2004, la matriz invirtió 7000 millones de dólares en el país.
En 2004 obtuvo el Premio Creatividad Empresarial por el servicio de cibercafé rural Llaqt@red, apodada «Red del pueblo».

#### Antigua filial global «Telefónica Móviles»
«Telefónica Móviles» fue la empresa que gestionó los activos de telefonía móvil de Telefónica en todo el mundo hasta 2004. Ese año contaba más 90 millones de clientes en 15 países y tuvo unos ingresos ese año de 11 827,6 millones de euros; un EBITDA de 4.701 millones de euros y un beneficio neto de 1.633,9 millones de euros.[cita requerida]
«Telefónica Móviles» contaba con una presencia única en todos los mercados clave de Latinoamérica, y era número uno o número dos en la práctica total de los países en los que operaba, lo que le confirió una posición privilegiada para capturar el importante potencial de crecimiento de dicha región.

### Unificación de la marca Movistar
En 2004, Telefónica adquirió todos los activos celulares en Latinoamérica de BellSouth, que aceptada por Osiptel en medio de críticas de sus competidores. Ante la multiplicidad de marcas comerciales que llegó a tener fruto de esta adquisición, la obligación legal de dejar de usar la marca Bellsouth y la presencia de varias operadoras de Telefónica Móviles en un mismo país (como por ejemplo en Perú, donde poseían Movistar), Movistar decidió unificar sus operaciones bajo la marca e imagen corporativa que ya tenía hacía un año en España y en otros países como México, aunque renovando su logotipo: pasaba de componerse de las palabras «Telefónica Movistar» a una nueva logomarca con una M redondeada de color azul o verde y la palabra «Movistar» en minúsculas. Este cambio se hizo efectivo el 6 de abril de 2005, habiéndose presentado ante los medios y el público el día anterior, tras una gran campaña de imagen en la que no se revelaba el producto anunciado hasta ese mismo día. Brasil y Marruecos quedaron al margen de la unificación de marcas al tratarse de empresas mixtas (joint-ventures) con Portugal Telecom (la primera conservó la marca Vivo, mientras que la segunda siguió con Méditel) y el 22 de diciembre de 2005 lanzó la línea GSM para todos los teléfonos celulares que llevaban tarjeta SIM, mientras continuaba brindando con el servicio de la línea CDMA.
En 2006, Telefónica del Perú anunció que destinaría la mitad de su inversión a la telefonía móvil. Al año siguiente, la empresa obtuvo la concesión de 900 MHz en 2007.
El 31 de agosto de 2011, dejó de prestar servicio a los teléfonos móviles con tecnología CDMA.
Pedro Cortez Rojas se desempeñó como gerente general de Telefónica del Perú a partir de enero de 2019.
A partir del 22 de enero de 2011, todos los productos que ofrecía Telefónica del Perú (telefonía fija, telefonía pública, telefonía móvil, internet y televisión por suscripción), cambiaron unificándose con la marca comercial «Movistar». A raíz de ese cambio se presentó la nueva imagen de la marca lanzada en España el año anterior. En mayo de 2017 nuevamente fue cambiado el logo y la imagen publicitaria al estilo simplificado actual, como ocurrió en España y otros países de Latinoamérica desde noviembre de 2016. Ese mismo año la compañía lanza el servicio de streaming Movistar Play.
Durante 2013, la empresa resultó ganadora de la licitación de las bandas AWS (1700/2100mHz) organizada por el Estado peruano para desplegar la red de telefonía 4G en el país. Además, sus licencias de operación fueron renovadas por 19 años más.
En 2016, Movistar resultó ganadora de la licitación de la banda de 700 MHz para su red 4G. En ese entonces, el portal Ojo Público señalaba que la filial empezaba a registrar una disminución de los ingresos.
En el 2018, lanzaría el servicio VoLTE en sus redes 4G.
Posteriormente, en 2021, lanzaría su red 5G en algunas zonas del país y, en 2022, se empezó a popularizar el servicio de fibra óptica a través de la sucursal Pangea (legalmente PangeaCo). Pangea fue una de las empresas fundadas en la década de 2020 que, junto con Telefónica Cloud Tech Perú y Telefónica Cybersecurity, pasaron a ser administradas directamente por Telefónica España.

### Venta de la filial a Integra Tec
En 2025, Fitch Ratings le redujo la calificación de C a D, un reflejo de la incapacidad de la empresa para pagar sus deudas. Según un informe realizado un año antes por parte de esta misma organización, Movistar tenía deudas por 4838 millones de soles y tenía pérdidas anuales por 3392 millones de soles.
El 30 de marzo de 2025, Telefónica solicitó acogerse al capítulo 15 del Código de Quiebras Federal de Estados Unidos para «proteger activos y coordinar reestructuraciones financieras a nivel internacional». Días después, el 13 de abril, Telefónica Hispanoamérica anunció ante la Comisión Nacional del Mercado de Valores que Telefónica del Perú fue vendida a la empresa argentina Integra Capital (propiedad de José Luis Manzano, a través de la subentidad Integra Tec International) por casi 3.7 millones de soles.
En el momento de la venta, Movistar brindaba servicio a 13 millones de clientes; su cuota de mercado en internet de banda ancha fue del 33 % en 2024 (frente al 80 % en 2015) y su cuota en telefonía móvil fue de 26.6 % (en comparación con el 52.1 % en aquel año). En el caso de internet de banda ancha, Movistar ocupaba la mayoría de la cuota en algunos departamentos como Cusco (43 %), Madre de Dios (42 %), Cajamarca (33 %) y Arequipa (33 %).
Pangea no fue incluida en la venta. En su lugar, Telefónica Hispanoamérica acordó que la marca Waoo potenciará ese servicio al nivel nacional con base en un modelo neutral y de acceso abierto.
El 10 de junio de 2025, en un comunicado realizado en la Superintendencia del Mercado de Valores de Perú (SMV), la Junta General de Accionistas, lideada por Integra Tec, decidió renombrar el nombre legal de Telefónica del Perú S.A.A a Integratel Perú S.A.A., acortado a «Integratel Perú», efectivo a partir de las 00:00 horas del 10 de junio. El comunicado también anunció una modificación parcial del estatuto social de la empresa y también la creación de una nueva clase de acciones preferenciales sin derecho a voto (clase A). Los poseedores de estas últimas no podrán participar en las decisiones de la empresa pero recibirán beneficios económicos especiales. En caso la sociedad sea liquidada, estos últimos accionistas tendrán prioridad para recibir el reembolso del valor nominal de sus acciones antes que los demás accionistas.
En julio de 2025, Integratel Perú anunció que devolvería la banda de 3.5 GHz que le había sido asignada por el Estado para facilitar la migración de la tecnología 3G a la 5G en Perú.

## Productos y servicios
Telefónica ofrece múltiples productos y servicios. Los cuatro grandes segmentos que atiende Telefónica en el Perú son: Profesionales, Personas, Empresas Medianas y Grandes Empresas que atienden las necesidades de compañías, industrias y corporaciones.
Telefónica ha proporcionado servicios de telecomunicaciones a la Policía Nacional del Perú hasta 2024, cuando el Ministerio del Interior no renovó el contrato. También ha brindado servicios al Ministerio de Trabajo y Promoción del Empleo, tales como el «servicio telefónico de cobro revertido automático 0800», de que fue terminado tras detectar irregularidades por el Tribunal de Contrataciones del Estado.

## Empresas subsidiarias
- Telefónica Gestión de Servicios Compartidos: Brinda —entre otros— servicios de Gestión de Proyectos, Sistemas y Logística (bajo la marca Tgestiona).
- Telefónica Centros de Cobro: Brinda servicios de recaudación a través de sus Centros de Cobros y el control de lo recaudado a través de entidades externas.
- Telefónica Servicios Comerciales (Ahora Movistar): Brinda los servicios de comercialización de productos.
- Telefónica Empresas: Opera Servicios de Voz y Datos a Empresas y Corporaciones.
- Terra Networks Perú: Opera Portales y Suministra acceso a Internet (bajo la marca Terra).
- Telefónica Multimedia: Suministra paquetes de televisión de paga (Cable/Satelital).

## Controversia legal

### Durante la era de Telefónica
Telefónica del Perú se vio envuelta en varias controversias desde el momento en que entró en el mercado peruano. Durante la privatización de la Compañía Peruana de Teléfonos, el Estado estableció un contrato de compraventa de acciones sin garantías para quien la adquiera. El gobierno de Alberto Fujimori optó por liberar una parte de sus acciones restantes que aún conservaban tras la conversión y así permitir a 263 mil inversionistas peruanos obtener su participación en el sector de las telecomunicaciones. El presidente de la Comisión de Defensa del Consumidor del Congreso, Pedro Morales, denunció que existiría un grupo de presión que permitió que la empresa siguiera vigente hasta la actualidad.
En 1997 el Organismo Supervisor de Inversión Privada en Telecomunicaciones (Osiptel) ordenó a Telefónica y Tele 2000 devolver los importes que cobraron indebidamente por sus usuarios entre el 1 de mayo y el 8 de setiembre de 1996.
En 2002 el Tribunal Constitucional ordenó reponer a 700 empleados despedidos arbitrariamente.
En 2008 Opsitel sancionó a la empresa por infringir su condición de preseleccionado para su concesión.
El 18 de enero de 2023, la Corte Suprema condenó a la sucursal a pagar 854.7 millones de dólares por impuestos no pagados del 2000 y 2001. Según Sunat, Telefónica del Perú tiene varias deudas por el Impuesto a la Renta de No Domiciliados y multas de los años 1999, 2000, 2003 y 2004.

#### Atención al cliente
Telefónica del Perú había acumulado entre 2018 y 2023 multas por valor de 157 millones de soles, algunas de ellas relacionadas con la falta de atención al cliente. De hecho, Movistar ocupaba el 73.12 % del total de reclamaciones recibidas por todas las empresas operadoras en Perú durante el primer semestre de 2022. Al año siguiente, en 2024, la empresa fue multada con cinco millones de soles por incumplimiento de contrato e interrupciones no declaradas durante 2022. En 2025, el portal Infobae informó de que su división de telefonía móvil había perdido casi medio millón de afiliados. Según diversos estudios de la Dirección de Atención y Protección del Usuario, esto se debe, entre otros motivos, a las quejas de sus clientes.

#### Relación con la competencia
Para el diario El Comercio, la consultora Ximena Vega Amat y León señaló que «desde que era vista como un monopolio, [Movistar] ha sido una marca poco querida; la competencia entró aprovechando ese resentimiento del consumidor».
El gobierno de Alberto Fujimori permitió que Movistar fuera la única empresa del país hasta 2001 y de nuevo entre 2003 y 2004, cuando el Ministerio de Transportes y Comunicaciones elaboró un proyecto de ley que permitió el uso de infraestructuras a otras empresas. Ronald Espinoza Icaza, gerente de Red Privada Virtual, advertía de la formación de un nuevo monopolio de internet residencial, ya que solo una empresa operaba el servicio ADSL.
En 2001, AT&T Latin America interpuso una demanda contra Telefónica por prácticas de competencia desleal. En 2002, Opsitel impuso una multa de tres millones de soles a Telefónica, la cual fue saldada en 2010. Posteriormente, en 2012, Claro, que había adquirido la infraestructura de AT&T, presentó una nueva demanda contra Telefónica por las mismas acusaciones formuladas en 2001. En 2025, Claro ganó la demanda, siendo este el primer caso de prácticas anticompetitivas que contaba con una sentencia de Opsitel.

### Durante su reestructuración
En 2024, la empresa anunció que reduciría el capital tras registrar pérdidas millonarias. Según los resultados de la empresa, los accionistas se han visto «fuertemente impactados» por las «históricas controversias» con la Sunat, así como por «la falta de predictibilidad jurídica» y la alta competencia en el sector. En la CADE Ejecutivos, la entonces directora general de Telefónica del Perú afirmó que necesitaban urgentemente «confianza e institucionalidad».
En 2025, se evaluó la posible venta de la filial peruana, ya que el diario El Confidencial reveló que Rothschild estaba negociando con sus acreedores.  La venta se concretó tiempo después y, según Adrián Simons, se realizó sin el consentimiento de los acreedores. De llevarse a cabo, la venta tendría un impacto en los afiliados de las administradoras de fondos de pensiones, que son quienes invierten indirectamente millones de soles en bonos de la empresa. Según Cinco Días, los tenedores de bonos son el segundo acreedor de Movistar, con un volumen de 2365 millones de soles, por debajo del mayor acreedor, la Sunat, con 2473 millones de soles.
Mientras tanto, Telefónica del Perú anunció su procedimiento concursal ordinario ante Indecopi para afrontar su insolvencia y dio de baja a 55 altos cargos empresariales. La futura reestructuración de Movistar no supondría cambios estructurales a corto plazo; sin embargo, el Sindicato Unitario de Trabajadores de Telefónica del Perú alertó de que varios empleados serían despedidos o se verían restringidos sus derechos. El líder sindical Víctor Mora sugirió que Movistar sea renacionalizada.
Se esperaba que el proceso concursal de Movistar le permitiera pagar a tiempo sus deudas con la Sunat de 2000-2001 y de 2009. Sin embargo, el proceso no fue aprobado por Indecopi y el plazo para pagar las deudas venció. El 25 de abril de 2025, la Sunat ordenó el embargo de bienes valorados en 513 millones de soles. El 30 de ese mes, Sunat ordenó un nuevo embargo de 318 millones. Integra Capital canceló el procedimiento concursal ordinario y optó por solicitar a Indecopi acogerse a un procedimiento concursal preventivo. Este nuevo tipo de procedimiento busca evitar que la junta de acreedores acuerde la liquidación de la empresa.
El 8 de mayo, el Décimo Primer Juzgado Constitucional Permanente de Lima admitió a trámite una demanda de amparo presentada por los principales acreedores privados de Telefónica del Perú. Los acreedores solicitaron la cancelación de la venta.
Gonzalo Ruiz, expresidente del Osiptel, afirmó al diario Gestión que el escenario de venta y reestructuración de Movistar permitirán que sus competidores (Claro, Bitel y Entel) realicen campañas publicitarias para ganar usuarios.